# Clot del Tura
El Clot del Tura és un clot, una petita vall tancada, del terme municipal de Conca de Dalt, a l'antic terme d'Hortoneda de la Conca, al Pallars Jussà. Pertany a l'àmbit de l'antiga caseria de bordes de Segan.
Està situat molt a llevant d'Hortoneda, i molt a prop, també a llevant, de la Borda d'Arrullat, la borda més a l'est del conjunt de les Bordes de Segan. És just al nord de la Solana del Roc Redó i a migdia del Serrat dels Boix de la Serra i del Bony dels Clots, en els contraforts occidentals de la Serra de Boumort.